# Kočín-Lančár
Kočín-Lančár je naseljeno mjesto u okrugu Piešťany u Trnavskom kraju u Slovačkoj.

## Stanovništvo
| Godina:     | 1993. | 2003.   | 2013.   | 2023.   |
| ----------- | ----- | ------- | ------- | ------- |
| Broj ljudi: | 545   | 520     | 521     | 503     |
| Razlika:    |       | -4,58 % | +0,19 % | -3,45 % |

| Godina:     | 2022. | 2023.   |
| ----------- | ----- | ------- |
| Broj ljudi: | 505   | 503     |
| Razlika:    |       | -0,39 % |

Prema podacima o broju stanovnika iz 2023. godine naselje je imalo 503 stanovnika.

## Vanjske poveznice
|  | Zajednički poslužitelj ima još gradiva o temi Kočín-Lančár |

- Službena stranica naselja (sl.)